# O Foxo
O Foxo é um lugar da freguesia de Silleda na província de Pontevedra. Em 2007 contava com 54 habitantes, deles 26 eram homens e 28 eram mulheres. Isso significa uma diminuição no número de habitantes em relação ao ano 2000. Foi também antiga capital do concelho.